# Каминский, Виктор Евстафьевич
Виктор Евстафьевич Ками́нский (р. 1953) — советский и украинский композитор. Заслуженный деятель искусств Украины (1995).

## Биография
Родился 8 апреля 1953 года в Нивре (ныне Тернопольская область, Украина). В 1977 году окончил ЛГК имени Н. В. Лысенко (у Владимира Флиса), аспирантуру при МГК имени П. И. Чайковского по классу композиции Т. Н. Хренникова (1986). В 1977—1978 годах — преподаватель Ровенского Института культуры, с 1978 года — старший преподаватель кафедры композиции Львовской консерватории, доцент (1996), профессор (1999), с 2002 года — проректор по научной работе ЛНМА имени Н. В. Лысенко. Живёт во Львове.
Одним из кульминационных пунктов творчества. Каминского стала литургическая музыка. В этом русле написан Акафист Пресвятой Богородице, Псалом Давида, Литургия, Пасхальная Утреня. Духовная музыка с успехом звучала и за рубежом и звучит в трансляциях радио Ватикана.
Помимо творческой деятельности Виктор Каминский активно занимается культурно-организационной и педагогической работой, является заместителем Председателя правления Львовской организации Национального Союза композиторов Украины, часто председательствует на различных конкурсах.
Автор первого на Украине учебного пособия «Электронная и компьютерная музыка».

## Награды и премии
- Заслуженный деятель искусств Украины (1995)[1]
- Премия имени Н. В. Лысенко (2000)
- Премия имени С. Ф. Людкевича (2004)
- Национальная премия Украины имени Тараса Шевченко (2005) — за концерт № 2 «Рождественский», симфонию-кантату «Украина. Крестный путь», ораторию «Иду, накликую, взываю» и «Акафист Пресвятой Богородицы»